# Johnny Allon
Antonio Juan Sánchez (Buenos Aires, 14 de febrero de 1941 - 22 de octubre de 2023), más conocido como Johnny Allon, fue un cantante, empresario y presentador de televisión argentino. Condujo el programa Johnny Allon Max por Canal 26, además de ser el dueño de las discotecas Skylab de San Justo y Tigre, y de Cachaquísimo Bailable, entre otras.

## Biografía

### Primeros años
Antonio Juan Sánchez, luego más conocido como Johnny Allon, creció en Villa Lugano, barrio de la ciudad de Buenos Aires, hijo de un padre peluquero y una madre ama de casa. A los 11 años nació su hermano. Durante su adolescencia fue amante del rock, especialmente de Elvis Presley y Bill Haley, además de tener una profunda admiración por el trombonista, compositor y director de orquesta Glenn Miller.

### Carrera
Referente a la música, integró Los Tammys, conjunto de los años 60 que hacía covers de The Beatles, entre otros artistas de la época. En su grupo, Allon cantaba en inglés recordados temas donde adquirió popularidad y tuvo mucho éxito, como "Twist y gritos", "Anochecer de un día agitado", "Ella te ama", "Bailemos surfin'", "La noche tiene mil ojos", "Judy, Judy, Judy", "Banco de colegio" o "Me divierto", entre otros.
Habría sido el primero en difundir el estilo de peinado del músico británico John Lennon, que luego cambiaría por el de Elio Roca, según la tapa del disco Caminando por el centro, editado durante su paso como solista por el sello Microfón. Luego de hacer la Fotonovela de Los Tammys, debutó en cine en 1966 con Una ventana al éxito, comedia musical dirigida por Enrique de Rosas y con la participación de Los Iracundos y Los Chalchaleros. 
En sus comienzos utilizaba el seudónimo de Johnny Willy, el cual después cambió por el definitivo. Después, formó su propio conjunto, "Johnny Allon y su Banda Púrpura" en Argentina, con el que grabó varios discos simples. A principio de los 70 formó un grupo de rock llamado "Caballo Vapor", con quienes publicó un LP para el sello Disc Jockey, aunque ya a fines de aquella década se alejó de la música, y optó por incursionar en el medio televisivo, siendo protagonista –como conductor– del ciclo Johnny Allon Show, emitido entre 1978 y 1987 por Canal 2 de La Plata, programa pionero en la Argentina en la difusión del videoclip musical. El programa comenzó a llamarse Johnny Allon Presenta a partir de 1984 y tuvo una versión radial durante 1986 en Radio del Plata, con la locución de Estela Montes.
Durante muchos años produjo y condujo su clásico Johnny Allon Presenta, ya en formato de programa de entretenimiento y variedades, que se emitió por la emisora de cable Canal 26 de Buenos Aires, y que se reproducía en países como México y Estados Unidos (Miami). Allí contó con invitados especiales como Miguel Ángel Cherutti, Adriana Brodsky, el humorista Carlos Sánchez, Alacrán y Gladys Florimonte. 
Como seña particular, Allon popularizó las frases "cambiame la música" y "dale power", usadas frecuentemente como latiguillo. 
En la radio se lo solía escuchar en su propia emisora "Skylab Radio" (anteriormente "Radio Planeta"), como locutor de las promos y de bumpers, y muy ocasionalmente como conductor.
También es considerado uno de los primeros empresarios en instaurar locales bailables de la llamada "música tropical" (bailanta) en la Argentina. 
Fue fundador y dueño de los reductos "Skylab Disco", ubicado en la localidad de San Justo (Buenos Aires) con una sucursal en Tigre (Buenos Aires), "Splendor" en la ciudad de Moreno (Buenos Aires) y de "Cachaquísimo Bailable", al igual que "Skylab", ubicado en la localidad de San Justo.

### Otras apariciones
Allon participó del videoclip del tema "Yo tomo", de la banda Bersuit Vergarabat, en 1998. También apareció en una publicidad del Personal Fest de 2009, así como en el unitario Otros pecados, de El Trece, en 2019, interpretándose a sí mismo en ambas ocasiones. En 2015 lanzó un nuevo programa, Johnny Allon Max, emitido por Canal 26 de Buenos Aires, dedicado a la música y el humor, finalizando su transmisión por dicha señal a finales de 2019. 
En marzo de 2023 regresa a los medios en la señal por streaming TIVI Channel con un programa dedicado a nuevos talentos humorísticos, emitiéndose hasta la semana de su fallecimiento.

### Fallecimiento
Johnny Allon falleció el 22 de octubre de 2023 a los 82 años a causa de un infarto.

## Discografía
- 1965: Yeah... (con Los Tammys) - Microfon IP-66
- 1966: Johnny Allon (conocido como El Séptimo Hijo) - Microfon I-106
- 1968: Johnny Allon - Microfon PROM-252
- 1973: Caballo Vapor (con Caballo Vapor) - Disc Jockey 14011
- 1978: Johnny Allon Show y la Máquina de Bailar - Music Hall
- 2001: Porque nos hace falta... tanto amor - DBN
- 2005: Canciones al corazón...

## Filmografía

### Cine
- 1966: Una ventana al éxito

### Televisión
Canal 2 de La Plata
- Lluvia de estrellas (1966-1980)
- Johnny Allon Show (1978-1984)
- Johnny Allon Presenta (1984-1987)
- El Club de la Computadora (1986-1987)
- Siempre Sábado (2001) (segmento especial: Los consagrados de la movida tropical); América TV

Canal 26
- Johnny Allon Presenta (2001-2015)
- Johnny Allon Max (2015-2019)

El Trece
- Otros pecados (2019)